# Leopoldamys
Leopoldamys és un gènere de rosegador de la família dels múrids endèmic del sud-est asiàtic.
Aquest gènere està format per espècies de rosegadors de grans dimensions, amb una longitud del cap i del cos d'entre 18 i 29 centímetres, una cua que fa entre 24,5 i 42,7 centímetre i un dpes de fins a 532 grams.
El crani és llarg i prim, amb les arrels de l'arc zigomàtic situades a la part alta del crani. La seva dentició està formada només per 4 incisius i 12 molars, i presenta un gran diastema en incisius i molars.
El pelatge està format per pèls curts i suaus, que de vegades són llargs i espinosos encara que tous. Les orelles són petites, marrons i estan esquitxades amb uns pocs pèll. Els peus són llargs i prims, cadascun amb sis coixinets diferents. La cua és molt més llarga que el cap i el cos. Les femelles tenen quatre parells de pits, un parell al pit, un parell al ventre i dos parells inguinals.

## Taxonomia
Aquest gènere va ser descrit per primer cop per Sir John Ellerman el 1947. Des d'aleshores s'han fet diverses revisions i actualment segueix en revisió. El gènere està format per les següents 7 espècies:
- Leopoldamys ciliatus
- Leopoldamys diwangkarai[4]
- Leopoldamys edwardsi
- Leopoldamys milleti
- Leopoldamys neilli
- Leopoldamys sabanus
- Leopoldamys siporanus